# 自衛隊ゴラン高原派遣

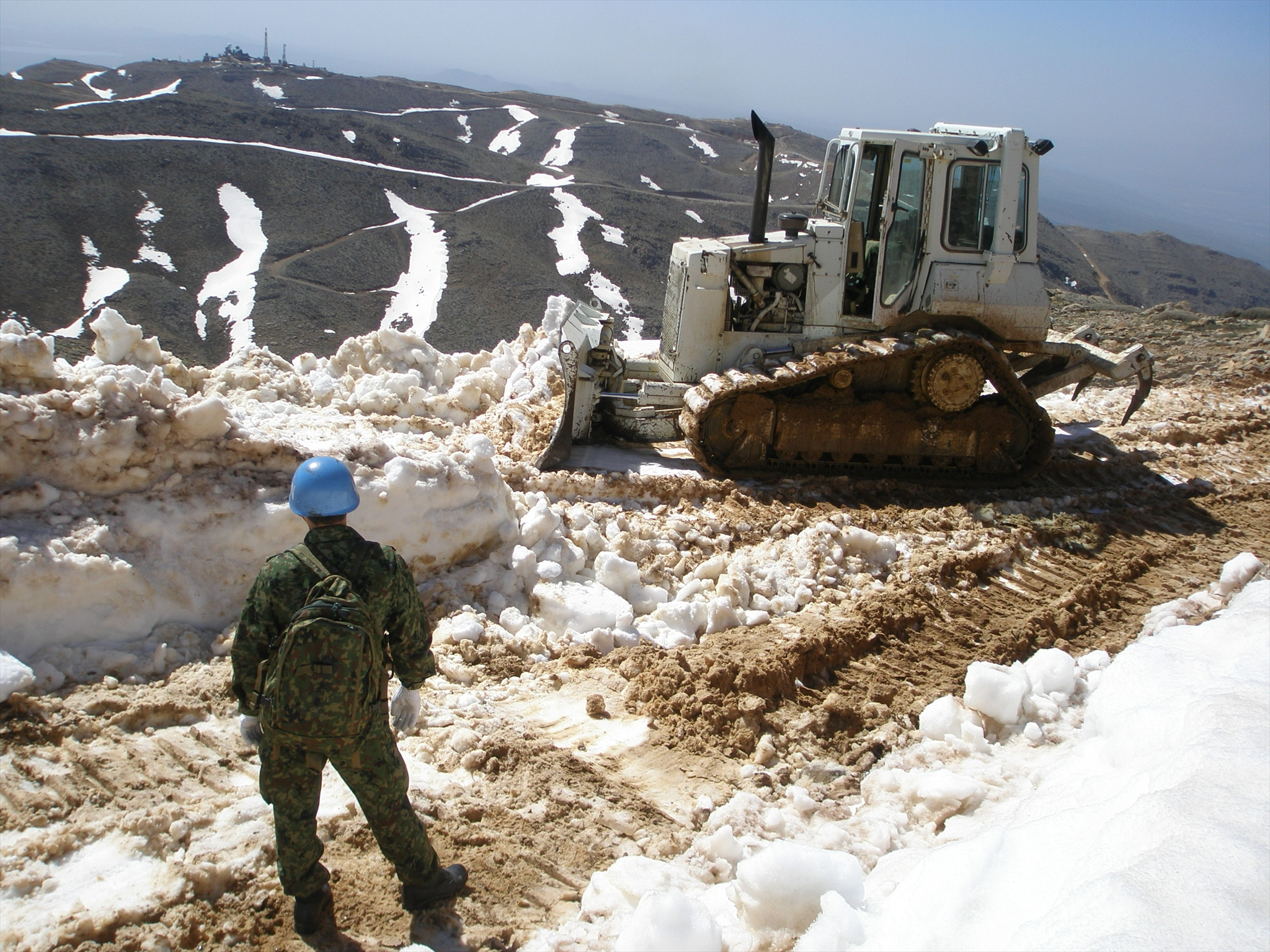
国際連合兵力引き離し監視軍の輸送部隊として、除雪作業を行う陸上自衛隊

自衛隊ゴラン高原派遣（じえいたいゴランこうげんはけん）とは、国際連合平和維持活動等に対する協力に関する法律とゴラン高原国際平和協力隊の設置等に関する政令に基づいて、1996年（平成8年）から2013年（平成25年）1月まで、自衛隊が国際平和協力業務の一環として、シリアとイスラエルとの境界に位置するゴラン高原へ派遣されていたもの。国連平和維持活動（PKO）の国際連合兵力引き離し監視軍（UNDOF）への派遣であり、自衛隊のPKO派遣としては3番目であり、最長期間行われた。

## 国連兵力引き離し監視隊
第四次中東戦争後、イスラエルとシリア間の停戦監視と両軍の兵力引き離しなどに関する合意の履行状況の監視を任務として、1974年（昭和49年）に、国連兵力引き離し監視軍（UNDOF,United Nations Disengagement Observer Force）が創設され、ゴラン高原の兵力引き離し地域（AOS:Area Of Separation）に展開している。日本は長らくこの活動には関与していなかったが、1996年（平成8年）以降、自衛隊部隊を派遣してきた。しかし、野田内閣は、2012年（平成24年）12月21日に開催した安全保障会議において、シリアが内戦状態に陥ったことによる現地情勢の悪化に伴い、活動開始から17年目で派遣を終結することを決定した。部隊は2013年（平成25年）1月15日に撤収を完了し、1月20日に防衛省で隊旗返還式が行われた。治安情勢を理由として派遣を打ち切るのは本派遣が初となった。

## UNDOF司令部要員・空輸隊及び警務班
UNDOFの司令部要員としては2名が派遣されている。1ヵ年程度で交代している。第8次の司令部要員として、初めて海上自衛官が派遣された。1996年（平成8年）5月以降、航空自衛隊も6ヶ月に1度程度の割合で、C-130H輸送機やU-4多用途支援機を、派遣輸送隊の物資輸送のために派遣している。
警務班は尉官1名と陸曹1名の合計2名体制であるが、必ず派遣されている。2006年（平成18年）4月に、当時の陸上自衛隊警務隊長榊枝宗男陸将補が第21次ゴラン高原派遣警務班を視察するとともに、UNDOF司令官及び後方支援大隊長（兵站大隊長）等へ表敬訪問をした。これには、第10次ゴラン高原派遣警務班長であった1等陸尉が随行している。現地ではウイコスキーUNDOF憲兵司令官（ポーランド陸軍憲兵）以下のUNDOF憲兵が要人警護として警護に当った。
2012年12月に司令部要員の活動(派遣)も終了し、帰国している。

## ゴラン高原派遣輸送隊
ゴラン高原派遣輸送隊は、3等陸佐を隊長として、陸海空自衛隊の隊員43名からなる（陸上自衛隊の輸送科隊員が中心であるが、海空自衛官も派遣されている。）。半年程度で交代しながら任務を継続している。武器としては、小銃・拳銃・機関銃のみ携行している。
UNDOF司令官の隷下には2個歩兵大隊及び1個後方支援大隊（兵站大隊）が置かれており、日本隊はそのうちの後方支援大隊輸送部隊を担当している。UNDOF部隊の活動に必要な物資等を輸送すると共に、道路の補修、除雪作業などを担当している。当初は、後方支援大隊は日本隊とカナダ隊とによって構成されていたが、2006年（平成18年）3月にカナダ隊に代わってインド隊が充てられた。
- 第16次隊

2003年（平成15年）12月19日及び2004年（平成16年）1月9日には、第16次隊が、オーストリア軍、カナダ軍、スロバキア軍、ポーランド軍部隊等との交流行事を実施した。これには在シリア特命全権大使、防衛駐在官、イスラエル及びシリアの日本人会会員も招待された。
- 第21次隊

2006年（平成18年）に活動していた第21次隊はイスラエルによるレバノン侵攻の激化によりUNDOF司令官の命令を受けてシリア国内での活動を行わずイスラエル国内でのみ活動をした時期があった。また、この一連の戦闘で死亡した国連職員を悼み7月27日及び28日に日本隊も半旗を掲揚した。なお、同隊には海上自衛官が4名参加した。
- 第23次隊

第23次ゴラン高原派遣輸送隊の活動期間中の2007年（平成19年）5月23日から25日までの間、第23次隊の編成担任官である第13旅団長（佐藤修一陸将補）が、ファウワール宿営地とジウアニ宿営地を訪れ、活動状況を視察するとともに、UNDOF司令官や後方支援大隊長（兵站大隊長）らを表敬訪問した。
- 第24次隊

第24次隊以降は、平成19年3月に新編された中央即応集団隷下部隊として運用される。8月19日に伊丹駐屯地で隊旗授与式を行い、小池百合子防衛相から隊旗を授与された。
- ゴラン高原派遣輸送隊の撤収

シリア内戦の激化に伴い自衛隊員の安全確保が困難になったとして政府は2012年12月、現行政令(ゴラン高原国際平和協力隊の設置等に関する政令)の期限である2013年3月31日までにゴラン高原に展開中の自衛隊部隊を撤収する方針であることを明らかにした。12月21日に森本敏防衛大臣が撤収を命令。1月15日に全隊が撤収完了。1月20日に防衛省で隊旗を返還した。

### 派遣部隊の一覧
| 次 | 隊長       | 部隊主力  | 次 | 隊長       | 部隊主力 |
| -- | ---------- | --------- | -- | ---------- | -------- |
| 1  | 佐藤正久   | 第4師団   | 21 | 上野和士   | 第2師団  |
| 2  | 角南良児   | 第8師団   | 22 | 高橋洋二   | 第11師団 |
| 3  | 本松敬史   | 第1師団   | 23 | 豊田龍二   | 第13旅団 |
| 4  | 正木幸夫   | 第1１師団 | 24 | 小倉好文   | 第3師団  |
| 5  | 佐藤正典   | 第3師団   | 25 | 湯下兼太郎 | 第9師団  |
| 6  | 保坂祥二   | 第10師団  | 26 | 藤田宗徳   | 第6師団  |
| 7  | 堀切光彦   | 第4師団   | 27 | 高木真一   | 第5旅団  |
| 8  | 秋葉瑞穂   | 第8師団   | 28 | 小山直伸   | 第11旅団 |
| 9  | 池田和典   | 第6師団   | 29 | 佐藤慎二   | 第8師団  |
| 10 | 鬼頭健司   | 第1師団   | 30 | 武者利勝   | 第4師団  |
| 11 | 古庄信二   | 第2師団   | 31 | 志道桂太郎 | 第14旅団 |
| 12 | 佐々木俊哉 | 第5師団   | 32 | 野下茂助   | 第10師団 |
| 13 | 冨樫勇一   | 第3師団   | 33 | 南條衛     | 第2師団  |
| 14 | 浅野正尚   | 第10師団  | 34 | 萱沼文洋   | 第2師団  |
| 15 | 近藤力也   | 第6師団   | -  |            |          |
| 16 | 吉浦健志   | 第9師団   | -  |            |          |
| 17 | 遠藤充     | 第4師団   | -  |            |          |
| 18 | 徳永勝彦   | 第8師団   | -  |            |          |
| 19 | 佐藤和之   | 第1師団   | -  |            |          |
| 20 | 白川訓通   | 第12旅団  | -  |            |          |

## 評価
2006年（平成18年）1月に、日本がUNDOFに部隊を派遣して10周年になることを記念した式典が行われた。その際、「バラ・ナンダ・シャルマ」UNDOF司令官（ネパール陸軍中将で、2004年（平成16年）1月から2007年（平成19年）1月12日まで司令官を務める。）から森勉陸上幕僚長へメッセージが贈られた。
そこでは、
1. 有能な隊員の派遣によって、中東地域の安全と安定に多大な貢献をしたこと。
2. 派遣隊員の高い規律、能力、礼儀正しさ、文化及び心遣い。

などの点が評価された。
また、同司令官は離任後の帰国途中に日本を訪問し、同年同月29日に久間章生防衛大臣を表敬し、改めて日本部隊の働きに評価の辞を述べた。この派遣は人数こそ少ないものの長期にわたっていることから、陸上自衛官の国外派遣の経験を積む重要な場となっており、イラク復興業務支援隊の第1次隊長佐藤正久（化学科）や、初代国際活動教育隊長の軽部真和（機甲科）はこの派遣に参加した経験を有している。